# Sainte-Lheurine
Sainte-Lheurine település Franciaországban, Charente-Maritime megyében. Lakosainak száma 527 fő (2022. január 1.). Sainte-Lheurine Saint-Palais-du-Né, Archiac, Arthenac, Germignac, Jarnac-Champagne, Neuillac és Réaux sur Trèfle községekkel határos.

## Népesség
A település népessége az elmúlt években az alábbi módon változott:
| Lakosok száma | 549  | 473  | 476  | 460  | 519  | 519  | 512  | 503  | 511  | 527  |
|               | 1968 | 1982 | 1990 | 2006 | 2013 | 2015 | 2017 | 2019 | 2020 | 2022 |